# Keep on Rockin' - The Very Best Of
Keep on Rockin' - The Very Best Of è una raccolta in CD dei Geordie, il gruppo musicale britannico di cui faceva parte, negli anni Settanta, Brian Johnson, futuro cantante degli AC/DC, pubblicato nel 2009 dalla casa discografica Spectre Records / Universal.
Il disco contiene 19 brani, di cui alcuni in versione remix. Il remixaggio è stato effettuato da Peter Yellowstone e Phil Radford, collaboratori dei Geordie fin dagli anni Settanta.

## Tracce
1. Keep on rocking (remix) (Malcolm)
2. Can you do it (remix) (Malcolm)
3. Electric lady (Malcolm)
4. Black cat woman (Malcolm)
5. Ten feet tall (remix) (Malcolm)
6. Fire queen (remix) (Malcolm)
7. Hope you like it (remix) (Malcolm)
8. Going down (remix) (brano tradizionale americano, riarrangiato da Brian Johnson e Vic Malcolm)
9. Strange man (remix) (Malcolm)
10. Natural born loser (remix) (Malcolm)
11. She's a teaser (Malcolm - D'Ambrosia)
12. Got to know (Malcolm - Johnson)
13. Give you till monday (remix) (Malcolm)
14. Ain't it just like a woman (remix) (Malcolm)
15. Mama's gonna take you home (Huxley - Birnbach) (cover dai Jericho)
16. Don't do that (Malcolm)
17. All because of you (Malcolm)
18. Black cat woman (remix) (Malcolm)
19. The House of the Rising Sun (brano tradizionale americano, riarrangiato dai Geordie)

## Formazione
- Brian Johnson, voce
- Vic Malcolm, chitarra
- Tom Hill, basso
- Brian Gibson, batteria

## Collaboratori
- Peter Yellowstone (remix)
- Phil Radford (remix)